# José Miguel Foncea
Cote Foncea (Santiago de Chile, 3 de julio de 1975) es un baterista chileno. Es el actual baterista de Lucybell.
Su carrera comienza en 1991, a los 16 años, como guitarrista de la prestigiosa banda chilena De Kiruza. Su relación con la batería comienza al año siguiente, cuando, en la grabación del segundo álbum del grupo, le toca programar las baterías. Su desarrollo como baterista es tan explosivo, que en 1994, cuando forma su propia banda, Dracma, ya es considerado entre los músicos más destacados de su generación en su instrumento. Ha participado, desde entonces, en diversos proyectos como sesionista. Ha participado en jingles, bandas sonoras de telenovelas, y proyectos discográficos con los solistas Eduardo Fuentes, Amaya Forch, Jaime Ciero y Alejandra Fuentes.
En octubre de 1996 firma como Silver Endorser de la compañía canadiense de platillos "Sabian". Además, participó como baterista, y coproductor de uno de los discos chilenos más destacados de la década: Bakán, de De Kiruza junto a su hermano Pedro Foncea.
A fines de 2005 luego de que Francisco González abandonara Lucybell, asume el rol como nuevo baterista hasta hoy en día.
En septiembre de 2007 contrae matrimonio civil con Marlla Gezan, una periodista que solía trabajar en El Termómetro, el 8 de febrero de 2008 se realizó el matrimonio por la Iglesia católica.
A fines de 2009 nace su primer hijo también llamado José Miguel.
En 2013, se embarca en una aventura junto al destacado músico Alain Johannes, formando el conjunto "Alain & Friends". En el grupo también participa su hermano, Felo Foncea. Ofrecen una serie de shows en Chile tocando canciones de Johannes y también recordando a su banda Eleven. El resultado fue tan satisfactorio, que "la puerta queda abierta" para que el proyecto continúe el 2014, con serias intenciones de registrar material en estudio y seguir tocando en vivo.
- Datos: Q6454969